# Imanan
Imanan este o comună rurală din departamentul Filingue, regiunea Tillabéri, Niger, cu o populație de 29.286 de locuitori (2001).